# 先锋乡 (阿鲁科尔沁旗)
先锋乡，是中华人民共和国内蒙古自治区赤峰市阿鲁科尔沁旗下辖的一个乡镇级行政单位。

## 行政区划
先锋乡下辖以下地区：
新地村、新林村、刁家段村、先峰村、先进村、广义村、孟家段村、张家伙房村、倪家段村、高家段村、西山村和新泉村。